# مشروع خيري
المشروع الخيري أو العمل الخيري (بالإنجليزية: Venture philanthropy)‏ هو نوع من الاستثمار المؤثر الذي يأخذ مفاهيم وتقنيات من تمويل رأس المال الاستثماري وإدارة الأعمال ويطبقها على تحقيق الأهداف الخيرية. تم استخدام المصطلح الإنجليزي لأول مرة في عام 1969 من قبل جون د. روكفلر الثالث لوصف نهج المخاطرة في الأعمال الخيرية التي يمكن أن تتخذها المنظمات الخيرية.